# Эйе
Эйе (иначе Ай, Аи, Эи, Хайа) — сановник амарнского периода XVIII династии, ставший впоследствии фараоном Древнего Египта. Годы правления: 1323 — 1319 до н. э., либо 1327—1323 до н. э. Эйе был приближённым двум или даже трём предыдущим фараонам, особое влияние оказывал на Тутанхамона. Тронное имя Эйе Хеперхепруре означает «Бессмертное воплощение Ра», тогда как имя при рождении Ay it-netjer значит «Эйе — отец Бога». Предметы и скульптуры, принадлежавшие Эйе, сложно идентифицировать не столько из-за его короткого правления, сколько из-за уничтожения его последователем Хоремхебом всего, что связано с ненавистной амарнской эпохой.

## Происхождение и семья
Происхождение и начало карьеры Эйе точно не выяснены. Он считается уроженцем города Апу (известен также как Хент-Мин; греч. Панополь или Хеммис; ныне Ахмим), главного города 9-го нома Верхнего Египта. Оттуда же происходил видный жрец Мина и царский колесничий Юя (Йуйя) — отец царицы Тии, главной жены Аменхотепа III, и жреца Амона Анена. Йуйя и его жена Туя также могли быть и родителями Эйе. В пользу этой теории свидетельствует видимое сходство изображений, приписываемых Эйе, с сохранившейся мумией Йуйи, а также созвучие их имён. Таким образом, Эйе приходился дядей фараону Эхнатону.
Эйе был женат на Тэи — кормилице царицы Нефертити, которая могла приходиться ей мачехой. Тэи и Эйе нигде не упомянуты родителями Нефертити. Возможно, она была дочерью Эйе от первого брака. Тэи в официальных надписях именовалась всего лишь «кормилицей Нефертити, великой супруги царя».
Военачальник Нахтмин рядом исследователей считается сыном Эйе и некой «певицы Исиды» Юйи. Дочерью Эйе и Юйи могла быть Мутнеджмет, жена Хоремхеба.

## Служба при дворе

### Амарнский период
Карьера Эйе начала складываться ещё в правление Аменхотепа III. В царствование Эхнатона Эйе удостоился высоких титулов «носителя опахала по правую руку царя, главного из друзей царя», «начальника всех коней владыки обеих земель», «личного писца царя».
В неоконченной амарнской гробнице (№ 25) Эйе сохранился «Большой гимн Атону». Это может свидетельствовать о приверженности Эйе новому культу Атона. В последние годы царствования Эхнатона имя Эйе не упоминается, равным образом, как и в правление Сменхкара.

### Тутанхамон

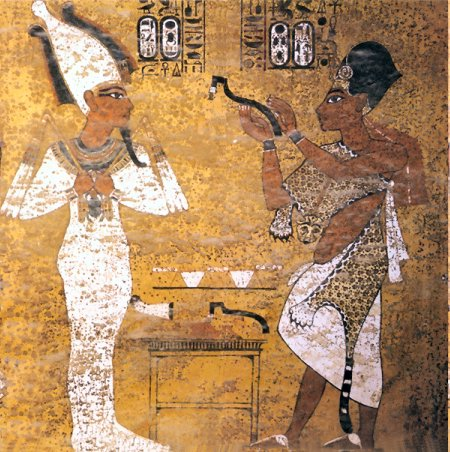
Эйе в жреческом облачении совершает обряд «отверзение уст» перед мумией Тутанхамона. Рисунок из гробницы Тутанхамона

Малолетний фараон Тутанхамон пришёл к власти в возрасте около 10 лет, когда страна отходила от амарнских реформ Эхнатона и возвращалась к старым порядкам.
Покинув Ахетатон, двор Тутанхамона не вернулся в Фивы (божество-покровитель Амон), а обосновался в Мемфисе (божество-покровитель Птах).
Имеется предположение, что некая царица Нефернефруатон могла оставаться регентшей при малолетнем Тутанхамоне, а в его гробнице (KV62) найдены её скульптуры.
Последующие 9 лет правления прошли под руководством опытного визиря Эйе и военачальника Хоремхеба. При Тутанхамоне Эйе вернул себе должность верховного сановника — чати (визиря) и сосредоточил в своих руках всю реальную власть. Страна переживала непростые времена после преобразований — её осаждали усиливающиеся государства на севере и повстанцы на юге, внутри шли чистки инакомыслия, жречество Амона возвращало себе былое влияние.
Многочисленные изображения Анхесенамон в период правления её супруга на общественных памятниках и предметах из его гробницы указывают на её высокое влияние.
Смерть Тутанхамона, не оставившего законного наследника, привела к сложностям в престолонаследии. Сведения о периоде после смерти Тутанхамона дискуссионны и сложны для детального восстановления. Хоремхеб, получивший ещё при жизни Тутанхамона титул «idnw» — «Наместник Двух Земель», формально стал владыкой Египта.
Имеется предположение, что Анхесенамон можно идентифицировать с безымянной египетской царицей, фигурирующей в хеттских источниках как Дахамунцу. В таком случае она, не обладая правами на единоличное правление и не имея подходящего по статусу жениха, пыталась заключить брак с хеттским принцем. Царевича Заннанзу по пути убили. По мнению некоторых египтологов, убийство Заннанзы могло быть делом рук тех сил, которым «было невыгодно укрепление власти Анхесенпаамун, и прежде всего Эйе, а также полководцу Хоремхебу, руководившему борьбой Египта с хеттской экспансией в Сирии в годы царствования Тутанхамуна». В выражении «сокол разорвал маленького цыплёнка» разозлённого Суппилулиумы ряд учёных видит намёк на виновность Хоремхеба, в имени которого содержится имя сокологолового бога Гора.
Сохранилось кольцо, на котором имена фараона Эйе и царицы Анхесенамон заключены в картуши и стоят рядом. Возможно, Эйе вступил в брак с Анхесенамон, узаконив тем самым притязания на престол, однако в его правление супругой называется только Тэи. Имя Анхесенамон более нигде не упоминается.

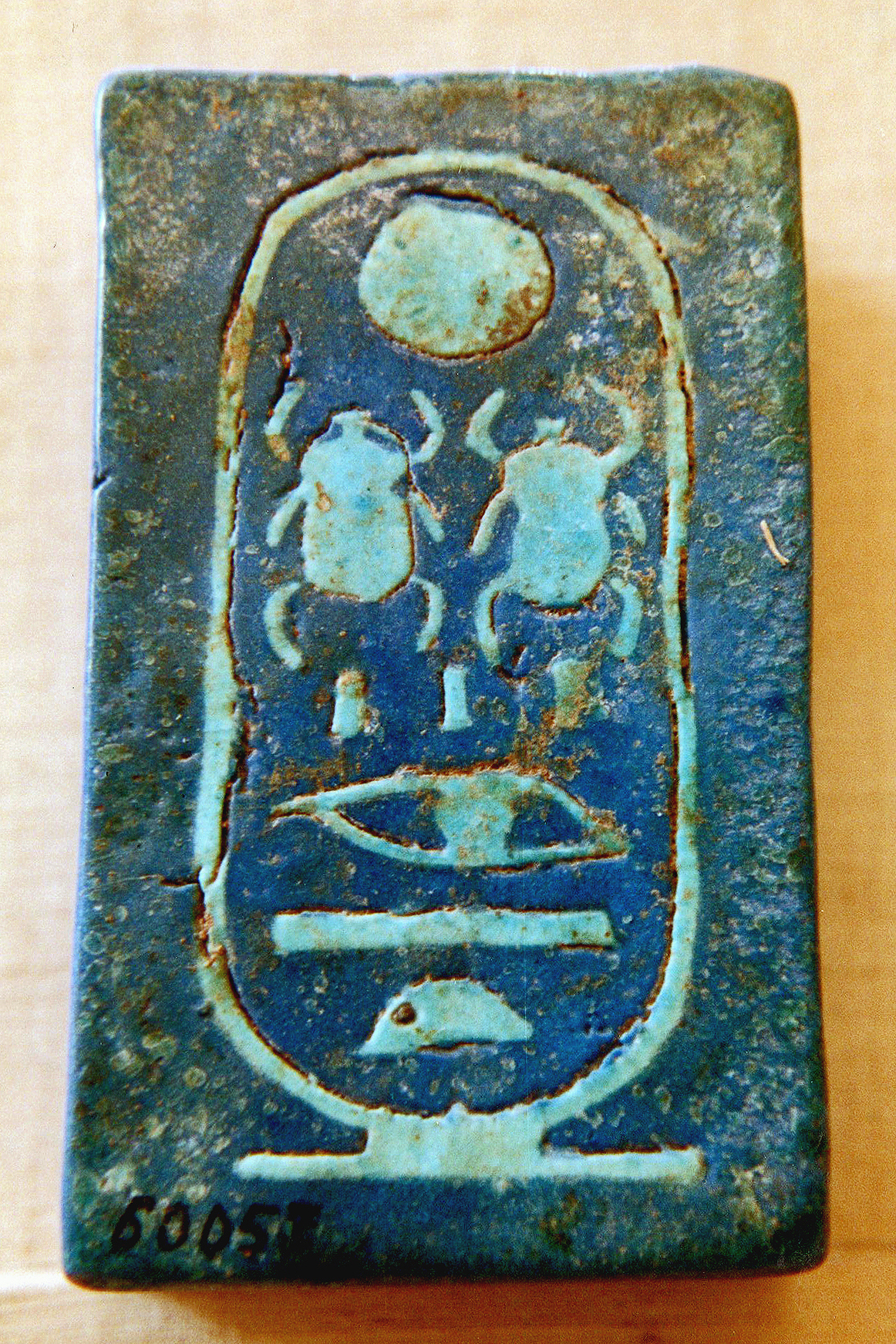
Картуш с тронным именем фараона Хеперхеперуре Ирмаат Эйе. Каирский музей

Все эти события протекали быстро, потому что на фресках в погребальном покое Тутанхамона Эйе уже изображён со всеми регалиями фараона, а между кончиной Тутанхамона и временем их написания прошло всего несколько месяцев.

### Приход к власти

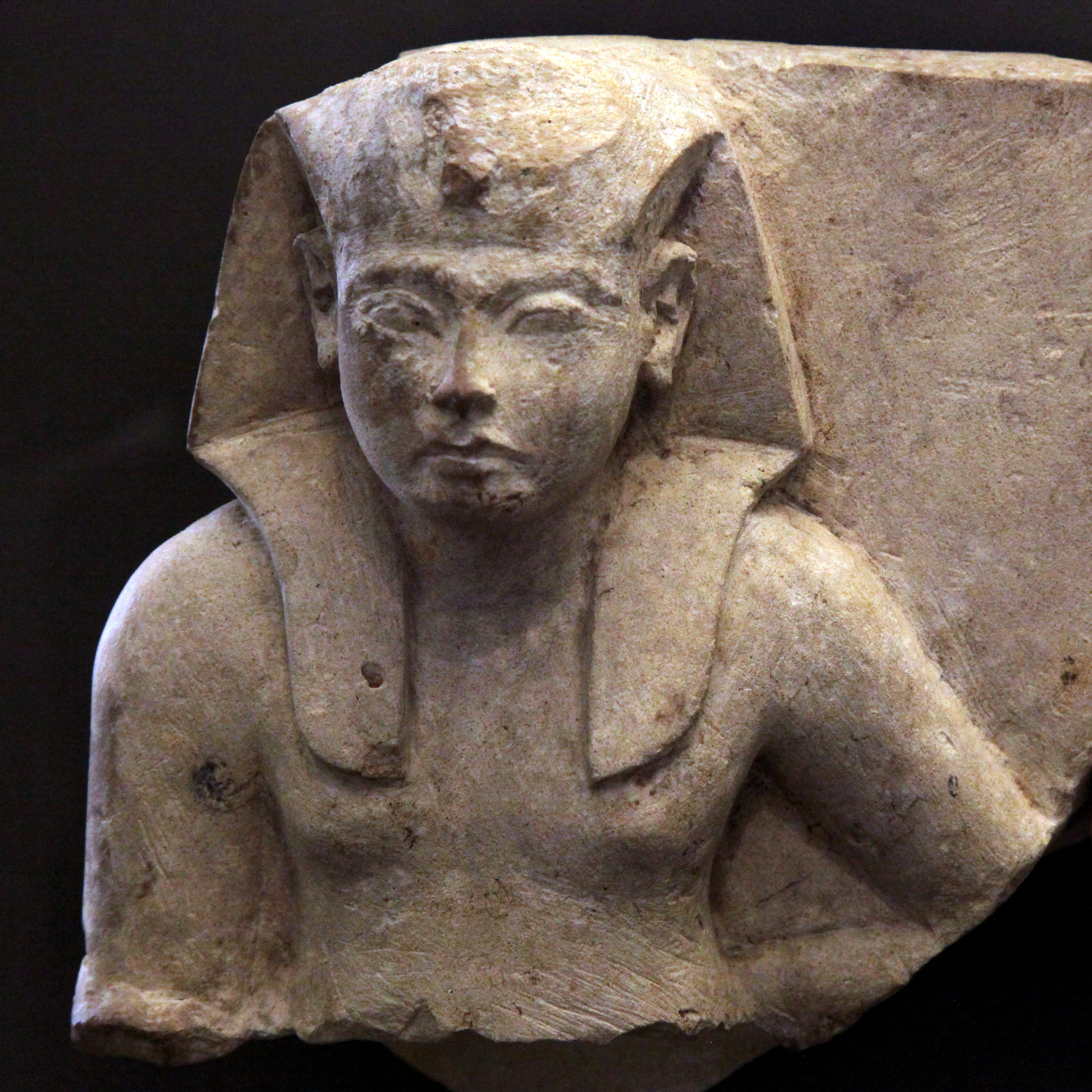
Портрет Эйе. Сейчас находится в Эрмитаже

Местом пребывания фараона, по имеющимся скудным данным, оставался Мемфис. Эйе делал вид, что воскрешает боевые традиции царей-воителей. При нём постоянная фараоновская титулатура вновь зазвучала воинственно, чего не наблюдалось в предшествующие царствования. Однако, помимо наименования «могучий силою, подавляющий северо-восток» и изображения в виде грозного стрелка из лука на колеснице, известий о воинских подвигах престарелого фараона как будто бы нет.
Эйе довершил начатое при Тутанхамоне украшение храма в Сульбе в Нубии, где были установлены два великолепных изваяния льва из розового гранита, выстроил храм в честь местного бога Мина в родном Ахмиме. В то же время Эйе совершил весьма неблаговидный поступок, присвоив себе две незаконченные статуи усопшего фараона.
Сохранилось множество записей, датированных 3 годом правления Эйе (в частности, на плите фиванского номарха Ра-мосе). Позднейший известный нам год правления Эйе — 4-й.
Помимо того, что была разрушена новая гробница Эйе (WV23), сооружённая по традиции Нового царства на западе Долины царей, саркофаг Эйе был разбит на множество осколков; однако, крышка саркофага осталась нетронутой. Её нашёл в 1972 году американский египтолог Отто Шаден. Мумия Эйе не найдена.
| G5 |

| G5 |

| E1 · D40 | S15 | N28 · Z2 |

| E1 · D40 | S15 | N28 · Z2 |

| E1 · D40 | U33 | V28 | N35 · W24 · G43s | S15 | N28 · Z2 |

| E1 · D40 | U33 | V28 | N35 · W24 · G43s | S15 | N28 · Z2 |

| E1 · D40 | S15 | L1 | Z3 |

| E1 · D40 | S15 | L1 | Z3 |

| G16 |

| G16 |

| S42 | G20 | F9 · F9 | D46 · r · D40 | S22 · t · t | N25 |

| S42 | G20 | F9 · F9 | D46 · r · D40 | S22 · t · t | N25 |

| Ba15 | S42 | F9 · F9 | D46 · r · D40 | Ba15a | S22 · t · t | G1 | T14 | Z2 · N25 |

| Ba15 | S42 | F9 · F9 | D46 · r · D40 | Ba15a | S22 · t · t | G1 | T14 | Z2 · N25 |

| G8 |

| G8 |

| S38 | N29 | C10 | S29 | L1 · r | N17 · N17 |

| S38 | N29 | C10 | S29 | L1 · r | N17 · N17 |

| nswt&bity |

| nswt&bity |

| N5 | L1 | L1 | Z3 | D4 · Aa11 · X1 |

| N5 | L1 | L1 | Z3 | D4 · Aa11 · X1 |

| N5 | L1 | L1 | Z3 | D4 · Aa11 · X1 |

| N5 | L1 | L1 | Z3 | D4 · Aa11 · X1 |

| N5 | L1 | L1 | Z3 | D4 · Aa11 · X1 |

| N5 | L1 | L1 | Z3 | D4 · Aa11 · X1 |

| N5 | L1 | L1 | Z3 | D4 · Aa11 · X1 |

| N5 | L1 | L1 | Z3 | D4 · Aa11 · X1 |

| N5 | L1 | L1 | Z3 | D4 · Aa11 | C10 |

| N5 | L1 | L1 | Z3 | D4 · Aa11 | C10 |

| N5 | L1 | L1 | Z3 | D4 · Aa11 | C10 |

| N5 | L1 | L1 | Z3 | D4 · Aa11 | C10 |

| N5 | L1 | L1 | Z3 | D4 · Aa11 | C10 |

| N5 | L1 | L1 | Z3 | D4 · Aa11 | C10 |

| N5 | L1 | L1 | Z3 | D4 · Aa11 | C10 |

| N5 | L1 | L1 | Z3 | D4 · Aa11 | C10 |

| N5 | L1 | L1 | Z3 | C10 | D4 |

| N5 | L1 | L1 | Z3 | C10 | D4 |

| N5 | L1 | L1 | Z3 | C10 | D4 |

| N5 | L1 | L1 | Z3 | C10 | D4 |

| N5 | L1 | L1 | Z3 | C10 | D4 |

| N5 | L1 | L1 | Z3 | C10 | D4 |

| N5 | L1 | L1 | Z3 | C10 | D4 |

| N5 | L1 | L1 | Z3 | C10 | D4 |

| N5 | L1 | L1 | Z2 |

| N5 | L1 | L1 | Z2 |

| N5 | L1 | L1 | Z2 |

| N5 | L1 | L1 | Z2 |

| N5 | L1 | L1 | Z2 |

| N5 | L1 | L1 | Z2 |

| N5 | L1 | L1 | Z2 |

| N5 | L1 | L1 | Z2 |

| G39 | N5 |

| G39 | N5 |

| X2 | R8 | M17 | A2 | M17 | M17 | R8 | S38 | R19 |

| X2 | R8 | M17 | A2 | M17 | M17 | R8 | S38 | R19 |

| X2 | R8 | M17 | A2 | M17 | M17 | R8 | S38 | R19 |

| X2 | R8 | M17 | A2 | M17 | M17 | R8 | S38 | R19 |

| X2 | R8 | M17 | A2 | M17 | M17 | R8 | S38 | R19 |

| X2 | R8 | M17 | A2 | M17 | M17 | R8 | S38 | R19 |

| X2 | R8 | M17 | A2 | M17 | M17 | R8 | S38 | R19 |

| X2 | R8 | M17 | A2 | M17 | M17 | R8 | S38 | R19 |

| R8 | M17 | X1 · I9 | M17 | A2 | M17 | M17 |

| R8 | M17 | X1 · I9 | M17 | A2 | M17 | M17 |

| R8 | M17 | X1 · I9 | M17 | A2 | M17 | M17 |

| R8 | M17 | X1 · I9 | M17 | A2 | M17 | M17 |

| R8 | M17 | X1 · I9 | M17 | A2 | M17 | M17 |

| R8 | M17 | X1 · I9 | M17 | A2 | M17 | M17 |

| R8 | M17 | X1 · I9 | M17 | A2 | M17 | M17 |

| R8 | M17 | X1 · I9 | M17 | A2 | M17 | M17 |

## Наследование
Эйе выбрал своим преемником Нахтмина, который носил титулы rpat (цесаревич) и zA nzw (сын фараона). Возможно, он был не родным, а приёмным сыном Эйе. Посмертным планам Эйе не суждено было сбыться, так как последним фараоном XVIII династии стал Хоремхеб. Он уничтожал следы присутствия Эйе, узурпировал его заупокойный храм в Мединет-Абу, затирал картуши Эйе, ставя поверх своё имя.

## Культурное влияние

### Кинематограф
- 1995 — художественный фильм «Нефертити» (итал. Nefertiti, figlia del sole) режиссёра Ги Жиля. Производство: Италия, Франция, Россия. Роль Эйе исполнил Г. Я. Крынкин.

- 2015 — канадо-американский мини-сериал из шести эпизодов «Тут» основан на жизни египетского фараона Тутанхамона. Роль наставника Эйе исполнил актёр Бен Кингсли.